# Det dansende Hus
Det dansende Hus (tjekkisk: Tančící dům) eller Fred og Ginger (efter Fred Astaire og Ginger Rogers) er navnet på en forretnings- og kontorejendom i centrum af Prag i Tjekkiet.
Huset blev opført i 1997 efter tegninger af den kroatisk-fødte tjekkiske arkitekt Vlado Milunić i samarbejde med den kendte amerikanske arkitekt Frank Gehry. Bygningen ligger tæt på Moldau ved siden af en bygning der ejedes af tidligere præsident Václav Havel, som efter sigende var en af drivkræfterne bag godkendelsen af bygningens kontroversielle design.
Husets navn skyldes, at udformningen leder tankerne hen på et dansende par. Selv om bygningen falder godt ind i bybilledet skiller den sig markant ud blandt de mange huse i barok, nygotisk eller art nouveau-stil som Prag ellers er kendt for.
I bygningens øverste etage ligger en eksklusiv fransk restaurant, som har en pragtfuld udsigt ud over byen.